# Mohamed Hegazi
Mohamed Mohamed ‘Attiyah Hegazi (arab. ‏محمد محمد عطية حجازي‎; ur. 13 sierpnia 1961 w Az-Zakazik) – egipski bokser.
Dwukrotnie zajął 5. miejsce w Letnich Igrzyskach Olimpijskich 1984 i 1988.